# Rickul
Rickul (estniska: Riguldi) är en by i landskapet Läänemaa i västra Estland, 75 km väster om huvudstaden Tallinn. Den hade sex invånare år 2011. Den ligger i den del av Nuckö kommun som ligger på fastlandet, norr om halvön Nuckö. Byn ligger på Estlands västkust mot Östersjön. Norr om Rickul ligger Ölbäck, österut ligger Höbring och Gambyn och söderut ligger Dirslätt. Rickulån mynnar i Östersjön vid Rickul. 
Rickul ligger i det område som traditionellt har varit bebott av estlandssvenskar och även det svenska namnet på byn är officiellt. År 1620 lät Jakob De la Gardie uppföra en herrgård i Rickul. Under 1800-talet och fram till 1939 var herrgården i familjen Taubes ägo. Den olympiske silvermedaljören i brottning Edvin Vesterby är född i byn.